# Gilbert Dionne
Gilbert Marc Dionne (* 19. September 1970 in Drummondville, Québec) ist ein ehemaliger kanadischer Eishockeyspieler, der im Verlauf seiner aktiven Karriere zwischen 1988 und 2003 unter anderem 262 Spiele für die Canadiens de Montréal, Philadelphia Flyers und Florida Panthers in der National Hockey League (NHL) auf der Position des linken Flügelstürmers bestritten hat. Darüber hinaus verbrachte Dionne jeweils eine Spielzeit bei den Krefeld Pinguinen und Hannover Scorpions in der Deutschen Eishockey Liga  (DEL). Sein älterer Bruder ist das Hockey-Hall-of-Fame-Mitglied Marcel Dionne.

## Karriere
Gilbert Dionne spielte während seiner Juniorenzeit von 1986 bis 1988 für die Niagara Falls Canucks, ehe er die folgenden zwei Spielzeiten für die Kitchener Rangers aus der Ontario Hockey League aufs Eis ging. In der Saison 1989/90 erreichte er mit den Kitchener Rangers die Finalspiele um den Memorial Cup, in denen die Mannschaft den Oshawa Generals unterlag. Im Anschluss wurde er beim NHL Entry Draft 1990 in der vierten Runde an Position 81 von den Canadiens de Montréal ausgewählt, für die Dionne in der Saison 1990/91 sein Debüt in der National Hockey League gab. Fast die gesamte Saison verbrachte er allerdings im Farmteam bei den Fredericton Canadiens in der American Hockey League. Dort war Dionne mit 87 Punkten aus 77 Spielen der drittbeste Scorer des Teams während der regulären Saison.
In der folgenden Saison stieg er dank seinen guten Leistungen zu einem Stammspieler in Montréal auf und wurde im Februar 1992 zum NHL-Rookie des Monats gewählt. Wiederum eine Saison später setzte sich Dionne mit den Montréal Canadiens in den Finalspielen um den Stanley Cup gegen die Los Angeles Kings um Luc Robitaille und Wayne Gretzky durch und gewann in fünf Spielen die prestigeträchtige Trophäe. Auch die Saison 1993/94 verbrachte der Stürmer im franko-kanadischen Franchise, wobei er die Leistungen aus der Vorsaison bestätigte. Kurz nach Beginn der durch den Lockout verkürzten NHL-Saison 1994/95 wurde er im Februar 1995 zum Ligarivalen Philadelphia Flyers transferiert. Gemeinsam mit ihm wechselten Éric Desjardins und John LeClair, während im Gegenzug Mark Recchi und ein Drittrunden-Wahlrecht im NHL Entry Draft 1995 – mit dem später der Österreicher Martin Hohenberger ausgewählt wurde – zu den Canadiens. Für die Flyers bestritt Dionne lediglich 25 Partien, da er kurz nach Beginn der Spielzeit 1995/96 aus dem Kader gestrichen wurde. Der Angreifer spielte anschließend für die Carolina Panthers in der American Hockey League, ehe er sich im Januar 1996 für den Rest der Saison den Florida Panthers anschloss. Anschließend lief er ein Jahr für die Carolina Monarchs in der AHL auf, bevor er vier Jahre für die Cincinnati Cyclones in der International Hockey League spielte.
Im Sommer 2001 wagte es Dionne schließlich seinen ersten Vertrag bei einem europäischen Klub zu unterzeichnen. Er spielte die Saison 2001/02 bei den Krefeld Pinguinen in der Deutschen Eishockey Liga und war dort mit 41 Scorerpunkten erfolgreich. Das folgende Spieljahr verbrachte er bei deren Ligarivalen Hannover Scorpions, wo er seine Ausbeute der Vorsaison um weitere fünf Punkte steigern konnte. Von 2003 bis 2006 ließ er seine Karriere bei den Cambridge Hornets in der Ontario Hockey Association ausklingen.

## Erfolge und Auszeichnungen
| - 1992 NHL-Rookie des Monats Februar - 1993 Stanley-Cup-Gewinn mit den Canadiens de Montréal - 1996 AHL Second All-Star Team | - 1998 IHL First All-Star Team - 2000 IHL Second All-Star Team |

## Karrierestatistik
(Legende zur Spielerstatistik: Sp oder GP = absolvierte Spiele; T oder G = erzielte Tore; V oder A = erzielte Assists; Pkt oder Pts = erzielte Scorerpunkte; SM oder PIM = erhaltene Strafminuten; +/− = Plus/Minus-Bilanz; PP = erzielte Überzahltore; SH = erzielte Unterzahltore; GW = erzielte Siegtore; 1 Play-downs/Relegation; Kursiv: Statistik nicht vollständig)